# Реки Украины (телесериал)
«Реки Украины» (укр. Ріки України, англ. Rivers of Ukraine) — цикл документальных фильмов о путешествиях по рекам Украины. Каждая отдельная серия посвящается одной реке. Сюжет развивается в течение водного путешествия-сплава от истока до устья, рассказ концентрируется на природе, этнографии, истории и современности жизни реки и людей на ее берегах. Идея фильмов состоит в раскрытии индивидуального характера украинских рек, как коллективных живых организмов с собственной историей и судьбой.
Автор фильмов — Сергей Трофимчук, работа над сериалом началась в 2015 году. Премьерный показ первых фильмов «Тетерев» и «Стоход. Часть I» состоялся в 2018 году на телеканале «Фауна». Второй фильм документального цикла получил награды на фестивалях «Canada International Film Festival», 2019 в номинации «Rising Star Award Winners», и «Spotlight Documentary Film Awards» — награда «Silver Award Winner».
Фильмы документального цикла «Реки Украины», дополненные субтитрами на английском языке доступны на YouTube канале автора.